# Vulgichneumon lissolaba
Vulgichneumon lissolaba är en stekelart som beskrevs av Townes, Momoi och Henry Keith Townes, Jr. 1965. Vulgichneumon lissolaba ingår i släktet Vulgichneumon och familjen brokparasitsteklar. Inga underarter finns listade i Catalogue of Life.